# Olivia Neergaard-Holm
Pour les articles homonymes, voir Neergaard.
Olivia Neergaard-Holm est une réalisatrice et monteuse danoise, née en 1981.

## Biographie
Olivia Neergaard-Holm suit une formation à l'École nationale de cinéma du Danemark de 2009 à 2013?

## Filmographie partielle

### Comme monteuse

#### Au cinéma
- 2010 : Bellum  (court métrage)
- 2012 :  Little Night Hunter  (court métrage)
- 2013 : Escort  (court métrage)
- 2013 :  Dreng (court métrage)
- 2014 : Un enfant dans la tête
- 2015 : Victoria
- 2016 : Shelley de Ali Abbasi
- 2016 : David Lynch: The Art Life (en), film documentaire coréalisé avec Jon Nguyen et Rick Barnes
- 2017 : Du forsvinder (da) de Peter Schønau Fog
- 2017 : The Charmer
- 2018 : Holiday d'Isabella Eklöf
- 2018 : Border de Ali Abbasi
- 2018 : Yung (cy) de Henning Gronkowski
- 2019 :  Min värld i din (court métrage)
- 2020 :  Ei blot til lyst (court métrage)
- 2021 : Pleasure de  Ninja Thyberg
- 2021 : Miss Osaka (da) de Daniel Dencik
- 2022 : Les Nuits de Mashhad de Ali Abbasi
- 2023 : Motståndaren (sv) de Milad Alami

#### À la télévision
- 2020 : Quand revient le calme (série télévisée, 1 épisode)
- 2021 : Deg (sv) (série télévisée, 1 épisode)
- 2022 : Copenhagen Cowboy (série télévisée, 3 épisodes)

### Comme réalisatrice
- 2016 : David Lynch: The Art Life (en), film documentaire coréalisé avec Jon Nguyen et Rick Barnes

## Récompenses et distinctions
Lauréate
- 2019 : Danish Film Awards (Roberts) pour Holiday
- 2023 : Danish Film Awards (Roberts) pour Les Nuits de Mashhad (partagé avec Hayedeh Safiyari)

Nominations